# Laxmipurbagewa
Laxmipurbagewa (nep. लक्ष्मीपुर बगेवा) – gaun wikas samiti w środkowej części Nepalu w strefie Dźanakpur w dystrykcie Dhanusa. Według nepalskiego spisu powszechnego z 2011 roku liczył on 1233 gospodarstwa domowe i 7142 mieszkańców (3493 kobiety i 3649 mężczyzn).